# Henry Percy, 6.º Conde de Northumberland
Henry Algernon Percy, conhecido como Henry Percy, 6.º Conde de Northumberland
KG (Reino Unido, 1502- Reino Unido, 1537) foi um nobre inglês, ativo como um oficial militar no norte do país. É muito conhecido por ter sido noivo de Ana Bolena, tendo sido forçado a desistir de seu casamento com esta antes de ela se envolver com o rei Henrique VIII.
No ano de 1516 já estava comprometido para casar-se com Mary Talbot, porém apaixonou-se por Ana Bolena. Logo a intriga foi descoberta e foram separados. Relatos dizem que os sentimentos pela futura rainha da Inglaterra duraram pela vida dele.

## Conquistas
Em Julho de 1522, tornou-se o  membro do concelho do norte. No dia 19 de Maio de 1527 ele sucedeu o lugar do pai como 6.º Conde de Northumberland. No dia 2 de Dezembro foi nomeado diretor das marchas do norte e leste.

## Casamento
No ano de 1524 casou-se com Mary Talbot filha de George, 4 Earl de Shrewsbury. Não deixou herança.

## Morte
Henry Percy morreu no dia 29 de junho de 1537. No dia de sua morte, Richard Layton o visitou e comentou o estado dele: "Fala e visão falhando, estomago inchado como nunca tinha visto antes e o corpo todo amarelo igual açafrão". Henry percy foi enterrado na Igreja Hackney.

### Referenciada
- Archbold, WAJ "Henry Percy, Earl Sexta Northumberland."

```
O Dictionary of National Biography. Vol. XLIV. Sidney Lee, Ed.
New York: Macmillan and Co., 1895. 416-417
```